# Andy Kirk
Pour les articles homonymes, voir Andy Kirk (footballeur) et Kirk.
Andrew Dewey “Andy ” Kirk (28 mai 1898 - 11 décembre 1992) était un saxophoniste américain connu pour diriger ses groupes. Ses instruments de prédilection étaient le saxophone basse et le tuba. Il commence sa carrière musicale avec le groupe de George Morrison puis rejoint les Dark Clouds of Joy de Terrence Holder. En 1929, il est élu leader du groupe après le départ de Holder. Le groupe prend alors le nom de “Twelve Clouds of Joy”. Ils ouvrent alors la Pla-Mor Ballroom au coin de Main Avenue et de la 32e rue de Kansas City dans le Missouri et enregistrent la même année pour la première fois pour Brunswick Records. Mary Lou Williams est alors engagée comme pianiste en dernière minute mais impressionne Brunswick qui l'engage comme membre régulier du groupe.
Le pianiste qu'elle a remplacé (Marion Jackson) n'a pas apprécié le geste, mais hormis de cet événement le groupe est assez stable. La majeure partie de ses membres furent reconnus plus tard pour leurs carrières individuelles : Buddy Tate (saxophone ténor), Claude Williams (violon), Pha Terrell (chant) le mari de Mary Lou à cette époque : John Williams (saxophone), Dick Wilson, Floyd Smith, Don Byas, Shorty Baker, Howard McGhee, Jimmy Forrest, Fats Navarro et même brièvement Charlie Parker. Le groupe était plus petit que la plupart de ceux de l'époque, ce qui présentait des avantages et des inconvénients… notamment en cas de défection cela pouvait entraîner plus de problèmes que dans des groupes plus grands. En 1941 le saxophoniste Dick Wilson meurt et l'année suivante Mary Lou Williams commence une carrière indépendante. Le groupe continue de se produire grâce notamment à la popularité du chanteur. En 1942 le groupe enregistre "Take It And Git" qui se révèle être un franc succès. Puis, le 24 octobre de la même année le single est le premier à atteindre la première place du Harlem Hit Parade qui deviendra ensuite le Billboard Hot R&B/Hip-Hop Songs. En 1948, Andy Kirk dissout le groupe mais continue dans la musique tout en devenant occasionnellement manager d'hôtel ou agent immobilier.

### Discographie
- Corky Stomp (1929)
- Sweet and Hot (1930)
- Dallas Blues (1930)
- Walkin' and Swingin' (1936)
- Froggy Bottom (1936)
- Wednesday night hop (1937)
- Mess-a-Stomp (1938)
- Little Joe from Chicago (1938)
- Floyd's Guitar Blues (1939)
- Scratchin' the gravel (1940)
- The Count (1940)
- 47th Street Jive (1941)
- Mc Ghee Special (1942)
- Take it and Git (1942)